# Borghi in galleria della Lunigiana
La Lunigiana è caratterizzata da particolari borghi in galleria nei quali l'intera rete viaria, o una larga maggioranza di essa, è ricoperta, per costruzione, con gallerie in pietra, in modo da offrire al visitatore un reticolo di lunghi camminamenti.

## Tipologia urbanistica
Rispetto ai borghi a struttura normale (cioè con strade a cielo aperto), i borghi in galleria presentano una struttura d'insieme più compatta. Il borgo-tipo ha avuto ed ha tuttora un ingresso unico principale, per solito in galleria, su un allineamento di abitazioni, da cui si accede in una piccola piazza-cortile con la fontana, utilizzata come luogo di riunione, piazza d'armi o mercato. Da qui si accede alla strada principale (le sue dimensioni oscillano da 1,20-1,50 m in larghezza contro 2,20-2,30 m in altezza) , che, con un tracciato all'incirca lineare, attraversa il borgo per intero fino a raggiungere un altro ingresso, da considerarsi secondario.
Dalla strada principale si dipartono strade laterali, il cui numero e la cui lunghezza varia a seconda dello sviluppo urbano del borgo. Tali strade laterali fanno tutte capo alla strada principale e ognuna finisce in un vano più ampio, come una piazzola quadrilatera, con al centro un pilastro, anch'esso quadrato, su cui gravita una volta a crociera.
Il punto di stacco delle vie laterali da quella centrale, oltre che dalla volta a crociera, è contraddistinto da un allargamento per consentire un più facile passaggio degli armamenti o dei piccoli attrezzi.
Le gallerie hanno una struttura a tutto arco, con una costante volta a botte.
Sulle strade non si aprono abitazioni bensì vani adibiti a stalle, magazzini, fienili, porcili e pollai con solaio a botte invece che con travi. Data la loro dislocazione sono privi di finestre, o ne hanno una sola, piccola, aperta sulla strada, più come presa d'aria che come apertura per la luce. Le gallerie sono illuminate da aperture architravate che non solo consentono l'illuminazione delle strade, ma anche l'accesso alle abitazioni sopraelevate, con un primo piano e, più raramente, un secondo.
Dal cortiletto si accede direttamente nella abitazione con una scala in pietra, alla cui estremità si trova un pianerottolo a terrazza che favorisce l'entrata.

## Tipologia strutturale
Il colore che caratterizza i particolari e l'insieme è un grigio ferreo, che deriva dall'uso compatto della pietra locale. Tutto è solo pietra (le pareti, i pilastri, le volte, gli scalini, gli architravi, i tetti) , mentre il laterizio è sconosciuto.
Nelle gallerie l'elemento decorativo è poco usato, mentre numerosa è l'adozione di porticati in parallelo con un cortiletto aperto o con la strada già in galleria.
Il piano stradale si caratterizza per un acciottolato non lastricato, disposto nella combinazione di scaglie o di pietre, scelte per la loro superficie pianeggiante. Le fogne sono ricavate nelle strade sfruttando ogni loro dislivello e i liquami sono immessi in apposite scanalature, esse pure in acciottolato, scavate su un lato della strada, invece che al centro.
Il pilastro, che sostituisce funzionalmente la colonna, è tozzo e massiccio, in considerazione del peso e delle sovrastrutture che deve sopportare. Privo di basamento, a pianta quadrata, raramente rettangolare, consente di individuare il punto di attacco della volta o dell'arco con uno pseudo-pulvino, accennato con l'aggetto di pietre appena squadrate. Allo pseudo-pulvino può sostituirsi, talvolta, una mensolatura in aggetto povera di ricercatezza stilistica, per consolidare tutto il complesso e per impedire lo slittamento delle masse sovrastanti. Dopo il XV secolo, si rinvengono pilastri stilisticamente ricercati: come nel porticato della SS. Annunziata presso Castiglione del Terziere, o in quello che fiancheggia il palazzo di Pozzo. In questi, infatti, i pilastri possiedono rastremature, divenute possibili per l'uso del cotto.
Le volte delle gallerie e gli archi sono in scaglie di pietra scheggiata a colpi di martello, senza alcuna ricercatezza estetica.
In genere sono archi a tutto sesto, ma non mancano archi a sesto ribassato, i quali si appoggiano sui pilastri, terminanti con una cornice piatta o su mensolature a stampella. La malta utilizzata per tali volte e archi è un materiale reperito in loco, resistente di per sé, usata allo stato naturale, grassa, con scarso impiego di silicio o di sabbia.
Le scale, numerose e frequenti, sono sempre in pietra e soggette a lavorazione di spianamento, mentre i giardini sono composti di più pezzi. Rari sono i sottoscala, perché le rampe sono su terrapieni.
Finestre e porte hanno spalle e architravi in pietra, ma la rara disponibilità di lastroni compatti obbliga ad aperture modeste.
I terrazzi, ricavati sopra la volta delle gallerie, vengono utilizzati per particolari esigenze agricole: per tenere al sole i raccolti, ad esempio.

## Diffusione topografica
I borghi in galleria della Lunigiana si trovano tutti nel bacino del fiume Magra e sono: Pietrasalta e Bola, nella zona di Giovagallo; Pieve, Foce e Terceretoli, nella zona di Castevoli; Pozzo, a nord di Mulazzo; Castagnetoli, sul Teglia; Caprio di Sopra, Cavallana, Lusignana, Apella, Taponecco, Catognano, Tavernelle.

## Ragioni funzionali e storiche
La motivazione più attinente a quelle che possono considerarsi le specifiche caratteristiche stilistiche della configurazione urbana e strutturale di questi borghi, è che sono stati costruiti dopo aver visto agglomerati urbani sperimentati altrove.
Essi, infatti, di ispirazione sarda o nuragica, pur con le dovute differenziazioni di epoca e di ambiente, sono figli di scambi e contatti esistiti tra la feudalità lunigianese e quella della Sardegna.
La presenza della feudalità lunigianese in Sardegna si ha già dai tempi dei Longobardi e successivamente, con l'arrivo di spedizioni navali anti-saracene, iniziatesi nell'806 con quella di Pipino il Gobbo, figlio di Carlo Magno e continuatesi fino all'anno 1002.
La Chiesa, per difendersi dall'invasione saracena, affidò la conduzione militare a coloro che mostravano maggiore propensione alla battaglia, favorendo i feudatari della Lunigiana, che, insieme alle loro masnade, erano professionisti dell'arte militare. La Chiesa, dal canto suo, compensò le vittorie conseguite cedendo nuovi territori e facendo nascere nuovi scali, nuovi mercati e nuovi scambi commerciali.
Le dinastie lunigianesi presenti in Sardegna, si trovano nell'ordine dei giudicati, ovvero entità statuali autonome, e sono:
- I Malaspina di Massa-Parodi

- I Malaspina di Mulazzo

- I Malaspina di Villafranca

- I Malaspina di Giovagallo

## Le influenze stilistiche della Sardegna
La civiltà sarda ha esercitato un'influenza artistica nei gusti, nei costumi, nella vita dei lunigianesi e, in particolare, nel gusto e nello stile dei borghi e delle abitazioni. Tale influenza si esercitò in un momento critico della storia civile della Lunigiana: con le Crociate, che si realizzarono nel secolo XII, vennero scoperte nuove strutture e nuove tecniche, interessanti alla tradizione architettonica ed urbanistica di questo periodo. I primi a trarne vantaggio furono i Comuni, aperti ad ogni tipo d'influenza culturale e civile, perché sotto l'aspetto architettonico ed urbanistico, avevano da riavviarsi nuovamente. Con la civiltà comunale si scoprirono valori nuovi per la vita quotidiana di tutti i ceti sociali, non esclusa la casta dei padroni.
Per il feudatario si prospettò il problema di una diversa collocazione della sua persona e della sua residenza; non ebbe più senso che essa fosse arroccata tra boschi impenetrabili, su montagne o picchi inaccessibili, perché neppure il feudatario poté rifiutarsi di tenere in considerazione i suggerimenti difensivi e le soluzioni architettoniche scoperte dagli Arabi.
Il problema poté essere risolto con lavori di ristrutturazione, effettuati sui castelli e nei borghi già esistenti. Ma in alcuni casi i lavori fallirono a causa della ardua collocazione topografica di certe costruzioni, oppure non meritavano di essere progettati per edifici che ormai avevano perduto ogni loro funzionalità. Così, se anche non poterono insediarsi in piano, a valle, proprio sulle vie di traffico valorizzate e riscoperte della nuova civiltà, i feudatari si insediarono in luoghi meno lontani da quella impostazione, per poter meglio esercitare, su di esse, il proprio dominio.
Dunque, verso il XII secolo, in Lunigiana venne a determinarsi un'autentica crisi e/o una vera e propria evoluzione del sistema e delle civiltà feudale; crisi che nell'architettura e nell'urbanistica scopre una documentazione che si realizza dietro il diretto impulso dell'attività mercantile di transito, mediante la valorizzazione di centri, come ( Pontremoli, Filattiera, Aulla, Licciana Nardi) che stavano cadendo nel dimenticatoio e mediante la costruzione di nuovi borghi dislocati in posizioni più comode ed accessibili dei borghi castellani.

## Influenze nuragiche
I borghi in galleria della Lunigiana risentono di un'evidente influenza nuragica, sia nella loro strutturazione, sia nella loro configurazione planimetrica. Ciò è avvenuto perché il feudatario, orientato ad erigersi una nuova residenza, abbandonò il criterio del castello, optando per il borgo. Per la sua realizzazione mise a frutto le esperienze e le conoscenze fatte in Sardegna, con l'adozione di strutture, come quelle nuragiche, che gli garantivano maggior sicurezza.
Con influenze nuragiche si intende una configurazione architettonica ed urbanistica che trae ispirazione da quella nuragica nella sua organizzazione, non certo nella sua realizzazione, visto che si tratta di costruzioni posteriori di 3000 anni.
I territori nei quali la feudalità lunigianese esercitò la sua maggior influenza, sono quelli che presentano la maggior densità dei nuraghi a corridoio e dei nuraghi misti. I borghi lunigianesi mostrano affinità metriche nella misura e nella proporzione dei singoli elementi componenti, con i nuraghi sardi anche se l'aspetto esterno si rivela più semplice e meno colossale.

## I borghi-tipo

### Pietrasalta
Pietrasalta fa parte del territorio marchionale chiamato Giovagallo. A 346m. d'altezza, è situato nell'alto corso del torrente Penolo, sotto il Castellaccio, l'antica e inaccessibile residenza dei più remoti feudatari, quasi sulla sommità dei monti che separano Giovagallo da Madrignano e da Calice al Cornoviglio.
L'ingresso del borgo era in galleria ed era ricavato nel corpo dell'edificio che oggi, verso mezzogiorno, reca la spalla su cui poggiava l'arco a botte che copriva la galleria di accesso.
La strada principale, tutta pressoché in galleria, presenta diramazioni e aperture, a destra e a sinistra, mentre a nord una stradina termina in una piccola piazzola con pilastro centrale; poco più oltre un'altra stradina a cielo aperto è fiancheggiata da un portico in galleria.
Per lo più abbandonate e diroccate le abitazioni.

### Bola
Bola è un piccolo borgo nella località di Tresana, posta tra Giovagallo e Groppo.
Durante il dominio malaspiniano fu sempre sottomessa al feudo di Giovagallo; nel XVI secolo passò sotto il regno di Spagna e sotto il regno dei Corsini di Firenze poi.
Le vie interne del borgo presentano irregolarità di tracciato; numerosi sono i passaggi angolari in sovrapposizione, mentre nel tragitto pochi sono gli slarghi d'incrocio.
Sulle abitazioni, quasi tutte in pietra, si innalza la Chiesa di San Brizio, in stile barocco, a tre navate. La facciata è suddivisa da lesene.

### Pieve
Pieve si trova dopo Pontremoli ed è uno dei più piccoli borghi presenti in Lunigiana; esso si raggruppa attorno alla pieve, anticamente nota come pieve dei Santi Ippolito e Cassiano di Urceola.
Pieve comprendeva nell'alto Medioevo un vasto territorio sull'alta valle del Magra e del Gordana, poi perso a causa della costruzione della chiesa dell'Annunziata.
Il borgo comprende strade in galleria piuttosto strette, slarghi, porticati in parallelo con cortiletti aperti e architravature.
Il numero delle abitazioni si aggira intorno all'ottantina.

### Foce
Foce, nei pressi di Castevoli, si presenta a 617 m d'altezza, su un valico del dorsale che separa il torrente Geriola dal torrente Canosilla.
Addentrandosi tra i casolari semidistrutti, si scopre tutto un borgo, più ampio ed articolato di Pietrasalta, con un reticolo viario in gran parte in galleria.
Le abitazioni in rovina e i restauri di rafforzamento operati sostituendo tratti in pietra della volta a botte con travi di ferro e tavelloni manifestano la condizione di prevalente abbandono e di inabitabilità.

### Terceretoli
Terceretoli è un borgo isolato, che si erge dirimpetto a Foce, nella zona di Mulazzo.
È situato lungo un crinale precipitoso, per cui la strada principale e anche quelle secondarie sono tutte in pendenza, mentre le case, una sull'altra, in una articolata successione volumetrica, suggeriscono l'immagine di un complesso monolitico.

### Castevoli
Il borgo di Castevoli deve il suo nome al toponimo “Casteolo”, cioè terra murata. Le prime notizie di Castevoli risalgono al 1077 con la concessione dell'Imperatore Arrigo III del paese ai Marchesi Ugo e Folco d'Este consorti dei Malaspina, ai quali Castevoli pervenne nel 1221 con la divisione tra lo Spino Secco e lo Spino Fiorito. Da Corrado l'Antico, attraverso i vari successori, il feudo arrivò fino a Cristoforo di Azzone nel 1476, per poi estinguersi nel 1757 e passare ai Marchesi di Villafranca fino alla ribellione contro Tommaso di Villafranca nel 1794.
Il borgo è caratterizzato da un ingresso protetto da due porte, una delle quali conserva una maestà bassorilievo in marmo bianco composta da tre parti raffiguranti la Madonna con due angeli, e da un massiccio torrione cilindrico in pietra.
Il castello, eretto a presidio della strada romana per Piacenza, ha una grande corte interna triangolare circondata dal mastio e dalla torre collegati in un organismo compatto.
Non lontano, in località Pieve, si trova la pieve di San Martino, con un campanile a vela in pietra arenaria, rinforzato da un grosso arco e sperone, a pochi metri da una maestà rappresentante San Martino guerriero nell'atto di tagliare il suo mantello e porlo ad un mendicante infreddolito.

### Pozzo
Pozzo, a nord di Mulazzo, è un borgo aristocratico, che si formò dopo che Moroello Malaspina di Mulazzo lasciò nel 1573 ai tre figli Giovan Paolo, Francesco Antonio e al minorenne Galeazzo i propri territori. Giovan Paolo fu il primo marchese di Pozzo (1573-1584), mentre Francesco Antonio si impossessava di Mulazzo e Parana. Galeazzo rimase nel palazzo di Pozzo fino alla maggiore età, diventando poi cavaliere gerosolimitano. Con la morte di Giovan Paolo, Montereggio e Pozzo passarono ai figli Leonardo e Giulio Cesare, tutori e reggenti anche per il nipote Giovan Vincenzo, che poi divenne feudatario di Pozzo. Il figlio Ottavio fu l'ultimo marchese, morto suicida nel borgo nel 1646.
Pozzo è caratterizzata da una sostituzione delle più antiche e primitive architravature delle porte e delle finestre con altre più moderne, sempre in pietra, ma elaborate con stemmi e decorazioni del XVII-XVIII secolo.
Poco fuori dal borgo, sulla strada che porta a Mulazzo, spicca un edificio signorile che poggia su un portico, il cui colonnato, raggiunge, nella parte più bassa altezze considerevoli; il colonnato, non avendo un capitello, presenta solo uno pseudo-pulvino.

### Castagnetoli
Castagnetoli, nel comune di Pontremoli, fu sede marchionale autonoma, per poi passare in proprietà ai marchesi Corsini, divenuti padroni di Giovagallo. Ancora oggi sono individuabili, in esso, due nuclei continui: un nucleo a nord, che gravita intorno alla piazza antistante il palazzo marchionale e un nucleo a sud, che gravita sulla chiesa; quest'ultimo si articola su strade parallele, entrambe in galleria per gran parte del loro tracciato, mentre pochi sono i collegamenti trasversali.

### Caprio di Sopra
Caprio di Sopra si trova sulla parte sinistra dell'omonimo torrente ed è al confine con Pontremoli.
Esso è un borgo misto perché le sue espressioni architettoniche ed urbanistiche sono più recenti rispetto a quelle dei borghi tipo; le vie, infatti, sono più spaziose e le gallerie di lunghezza ed altezza considerevoli.
Sulla strada si affacciano due palazzi-ville: uno del XVI secolo ormai abbandonato, un altro del XVII secolo, ancora abitato,
avente un giardino sostenuto da una successione di contrafforti ad archi ciechi.
Anche nel borgo non mancano ricercatezze architettoniche, come architravature, fontane, giardini interni ed esterni, archi incrociati, a sesto ribassato, contraffortati e ciechi.

### Cavallana
Cavallana, situata nei pressi di Caprio e di Filattiera, sotto la Rocca Sigillina, entrò a far parte del comune nel 1865 dopo che il borgo fu consegnato da Cosimo I ai conti Noceti nel 1546, con l'intento di inglobarlo nel territorio di Bagnone.
Il borgo è caratterizzato da passaggi voltati, architravature, slarghi e improvvisi restringimenti, portali con incisi gli stemmi del comune di appartenenza.
Alla fine del ponte sul Caprio dove comincia la salita per il borgo, un sentiero sulla sinistra porta al torrente, incassato tra pareti di una cinquantina di metri, sempre in zona ombrosa.

### Lusignana
Lusignana, nella vallata del Caprio, è uno dei borghi più elevati del versante toscano, alle pendici del Monte Orsaro.
La vallata è composta di due frazioni chiamate Vignolo e Posponte; in quest'ultima spicca la villa di Posponte, il primo nucleo appartenente al casale di Lusignana, a lungo dominata dai Malaspina di Fosdinovo e poi passato alla Repubblica Fiorentina.
La chiesa del borgo, dedicata ai SS. Vincenzo e Anastasio, è ubicata alle pendici del monte Marmagna, a circa metà strada tra le due frazioni. Essa, eretta nel 1646 come testimonia la data incisa sul portale, ha l'aspetto di una pieve.
Oltrepassato il borgo si trovano i ruderi di Monte Castello.

### Apella
Il borgo di Apella rappresenta, assieme a Taponecco, la frazione più settentrionale di Licciana Nardi.
Il borgo vide nascere l'eroe del risorgimento al quale Licciana deve il suo nome: Anacarsi Nardi, fucilato in Calabria nel 1844 con il gruppo dei fratelli Bandiera. Inoltre nacque ad Apella anche Biagio Nardi, dittatore di Modena nella rivolta popolare del 1832, zio di Anacarsi.
Apella ha una torre in posizione dominante, e in corrispondenza visiva a quelle di Varano e della Torre Nocciola posta sull'altra sponda del Taverone. Venne modificata nei secoli per i continui rifacimenti dovuti a danni causati dai fulmini e per la sopraelevazione realizzata per ricavare una cella campanaria. Il tessuto murario della fascia basamentale è attribuibile al XIII-XIV secolo.
Il borgo, completamente abbandonato, possiede reti viarie molto ripide, interrotte talvolta da incroci ad angolo, mentre il suolo è lastricato.

### Taponecco
Il borgo di Taponecco, interamente in galleria, si trova alle pendici dell'Appennino.
Esso è arricchito da archi, volte, pilastri terminanti in uno pseudo-pulvino, cornici piatte e ariosi incroci di gallerie; la torre castrense, inglobata dalla ex canonica come torre campanaria è visivamente di fronte alle torri di Varano e del Nocciolo.
Le sue origini sono antiche: testimonianza di presenze umane già in epoca preistorica ci vengono dal ritrovamento di una statua stele menhir, rinvenuta casualmente nel 1975. Queste statue sono state riportate alla luce anche a Licciana.

### Catognano
Catognano si trova lungo il torrente Canalone, fra i contrafforti occidentali dell'Alpe di Camporaghena e quelli della badia di Linari confinanti con Fivizzano.
Il borgo, immerso nel verde, conserva portici, archi a botte che si attaccano alle pareti tramite un cordolo, parti di mura medievali, lavatoi e una grossa porta d'entrata.

### Tavernelle
Tavernelle si trova sul lato destro del torrente Taverone, ai piedi del monte Poreto.
Il borgo è caratterizzato da portali, passaggi voltati, finestre e gradini in pietra arenaria, gallerie profonde.
Il nome deriva dal fatto che il borgo ospitava molte taverne, essendo situato lungo la via del Sale; la Chiesa di San Rocco, risalente al 1500, fu fatta costruire in origine come oratorio, poi fu dichiarata parrocchia.
Tavernelle si snoda lungo un'unica strada dove si affacciano edifici in maggioranza quattrocenteschi. Tra esse spicca una casa torre edificata nel 1516, che reca l'incisione del costruttore e della data.

## Lo stile
Lo stile con cui i borghi vennero costruiti fu oggetto di imitazione per tutta la regione, sia in Val di Magra, sia in Val di Vara. Le strade in galleria si rinvengono sia alla periferia dei centri già esistenti, sia come elemento soltanto architettonico in palazzi-ville, in casolari agricoli e in normali case di abitazione.
L'elemento distintivo di questa architettura rimane il pilastro: un pilastro a pianta quadrata delle dimensioni di 60x60 cm, innalzato con pietre a vista, avente un piccolo cordolo, sempre in pietra, su cui si appoggia la spalla dell'arcata. Un pilastro massiccio che, quando raggiunge altezze superiori ai due-tre metri, si snellisce.
Assieme al pilastro, l'elemento caratteristico è il colonnato in galleria con volta a botte e lunette corrispondenti all'apertura delle arcate. Le arcate ricadono su robusti pilastri, rinforzati da contrafforti e divise in piccoli archi a tutto sesto.